# Melecta turkestanica
Melecta turkestanica là một loài Hymenoptera trong họ Apidae. Loài này được Radoszkowski mô tả khoa học năm 1893.